# Aglaofonte il Giovane
Aglaofonte il Giovane (fl. V secolo a.C.) è stato un pittore greco antico attivo ad Atene nella seconda metà del V secolo a.C., figlio di Aristofonte e nipote di Aglaofonte il Vecchio.
È ricordato dalle fonti soprattutto per due pinakes dipinti per Alcibiade (Ateneo di Naucrati, Deipnos., XII, 534 d), il quale li avrebbe dedicati come ringraziamento per le vittorie ottenute a Olimpia e a Nemea (418 a.C.-416 a.C.) In uno di essi il politico ateniese veniva incoronato dalle personificazioni dei giochi olimpici e dei giochi pitici, nell'altro Alcibiade era rappresentato seduto in grembo a Nemea, personificazione dei giochi nemei, oppure, secondo un'altra interpretazione delle fonti, a Nemesi. Era figlio di Aristofonte e nipote di Aglaofonte il Vecchio: portava lo stesso nome del nonno, elemento ricorrente tra gli antichi Greci.